# Hydrocotyle tripartita
Hydrocotyle tripartita là một loài thực vật có hoa trong Họ Cuồng. Loài này được R.Br. ex A.Rich. mô tả khoa học đầu tiên năm 1820.